# Mistrzostwa Świata w Łyżwiarstwie Szybkim w Wieloboju Sprinterskim 2019
50. Mistrzostwa Świata w Łyżwiarstwie Szybkim w Wieloboju Sprinterskim 2019 odbyły się w Heerenveen w Holandii w dniach 23-24 lutego 2019 r. Zawodnicy dwukrotnie rywalizowali na dystansach 500 i 1000 metrów w hali Thialf.
Tytułów mistrzowskich bronili: Norweg Håvard Holmefjord Lorentzen wśród mężczyzn i Holenderka Jorien ter Mors wśród kobiet. Tym razem najlepsi okazali się odpowiednio Rosjanin Pawieł Kuliżnikow i Nao Kodaira z Japonii.

## Harmonogram
Wszystkie godziny podane według czasu lokalnego (UTC + 1).
| Data      | Czas  | Zdarzenie       |
| --------- | ----- | --------------- |
| 23 lutego | 15:00 | 500 m kobiet    |
| 23 lutego | 15:00 | 500 m mężczyzn  |
| 23 lutego | 15:00 | 1000 m kobiet   |
| 23 lutego | 15:00 | 1000 m mężczyzn |
| 24 lutego | 15:00 | 500 m kobiet    |
| 24 lutego | 15:00 | 500 m mężczyzn  |
| 24 lutego | 15:00 | 1000 m kobiet   |
| 24 lutego | 15:00 | 1000 m mężczyzn |

## Podsumowanie

### Klasyfikacja medalowa
| Reprezentacja     | Złoto | Srebro | Brąz | Ogółem |
| ----------------- | ----- | ------ | ---- | ------ |
| Japonia           | 1     | 2      | 0    | 3      |
| Rosja             | 1     | 0      | 0    | 1      |
| Holandia          | 0     | 0      | 1    | 1      |
| Stany Zjednoczone | 0     | 0      | 1    | 1      |
| Łącznie           | 2     | 2      | 2    | 6      |

### Medaliści (wyniki łączne z wszystkich konkurencji)
| Mężczyźni | Pawieł Kuliżnikow | 137.390 | Tatsuya Shinhama | 137.805 | Kjeld Nuis    | 137.860 |
| Kobiety   | Nao Kodaira       | 149.665 | Miho Takagi      | 150.050 | Brittany Bowe | 150.180 |